# Lisia Góra (Podzamcze)
Lisia Góra – wzniesienie pomiędzy miejscowościami Podzamcze, Kiełkowice i należącymi do Zawiercia dzielnicami Bzów i Karlin w województwie śląskim. Pod względem geograficznym znajduje się w mezoregionie Wyżyna Częstochowska, która jest częścią Wyżyny Krakowsko-Częstochowskiej. 
Lisią Górę porasta las. W kierunku około 950 m na południe od kulminacji Lisiej Góry znajduje się Birów. Ciągnie się między nimi zwarty las. Prowadzą przez niego dwa szlaki turystyczne: czerwony Szlak Maryjny i Transjurajski Szlak Konny. W lesie Lisiej Góry są liczne, choć niewielkie skałki wapienne, a w nich jaskinie i schroniska. Po wschodniej stronie kulminacji Lisiej Góry wcina się w wierzchowinę suchy wąwóz Wodząca. 